# Soriguera
Soriguera – gmina w Hiszpanii, w prowincji Lleida, w Katalonii, o powierzchni 106,1 km². W 2011 roku gmina liczyła 370 mieszkańców.